# Candlestick Park
Candlestick Park – stadion wielofunkcyjny w San Francisco, na którym swoje mecze rozgrywał zespół Major League Baseball San Francisco Giants oraz futbolowa drużyna National Football League San Francisco 49ers.
Budowę stadionu rozpoczęto w sierpniu 1958, a pierwszy mecz ligi MLB odbył się 12 kwietnia 1960, gdy San Francisco Giants podejmowali St. Louis Cardinals. Inauguracja ligi NFL miała miejsce 10 października 1971. Giants korzystali z obiektu do 1999, kiedy przenieśli się na oddany do użytku AT&T Park, z kolei 49ers po raz ostatni zagrali 23 grudnia 2013. W 2015 zakończono rozbiórkę stadionu.
Candlestick Park był dwukrotnie areną Meczu Gwiazd. Na stadionie miały miejsce również koncerty, między innymi The Rolling Stones, The Beach Boys, Scorpions, Van Halen, Grateful Dead, Joego Satrianiego i Paula McCartneya. 29 sierpnia 1966 na Candlestick Park swój ostatni koncert zagrała grupa The Beatles.